# William Rand (Leichtathlet)
William Rand (William McNear Rand; * 7. April 1886 in Boston; † 5. Oktober 1981 in Lincoln, Massachusetts) war ein US-amerikanischer Hürdenläufer, der sich auf die 110-Meter-Distanz spezialisiert hatte.
Bei den Olympischen Spielen 1908 in London wurde er Vierter.
Seine persönliche Bestzeit von 15,4 s (120 Yards Hürden) stellte er am 28. Mai 1909 in Cambridge auf.